# Uralove, Seredîna-Buda
Uralove (în ucraineană Уралове) este localitatea de reședință a comunei Uralove din raionul Seredîna-Buda, regiunea Sumî, Ucraina.

## Demografie
Componența lingvistică a localității Uralove
     Rusă (91,79%)
     Ucraineană (8,04%)
Conform recensământului din 2001, majoritatea populației localității Uralove era vorbitoare de rusă (91,79%), existând în minoritate și vorbitori de ucraineană (8,04%).